# Wetsontwerp reorganisatie binnenlands bestuur

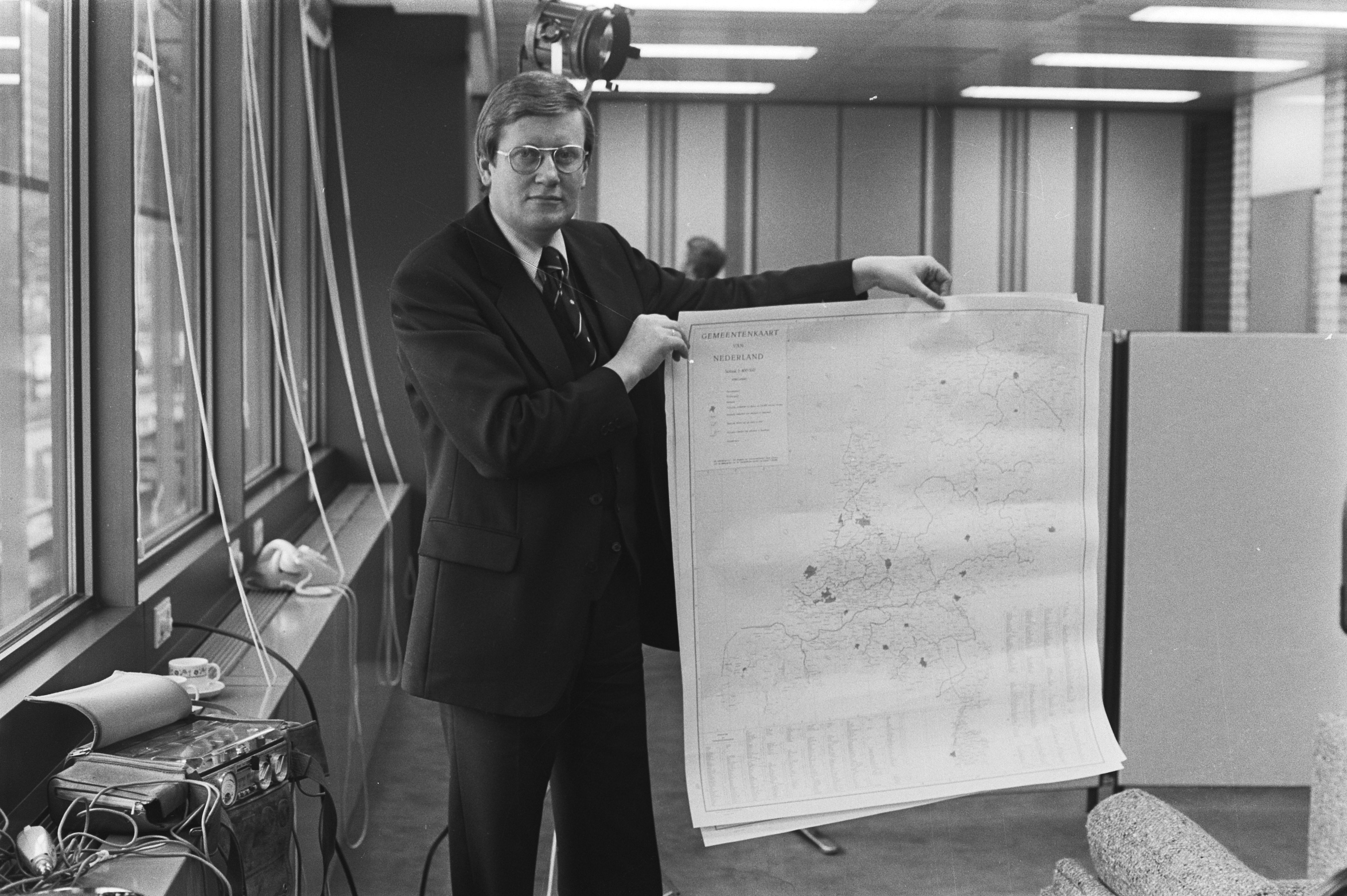
Minister van Binnenlandse Zaken, Hans Wiegel, met de kaart van Nederland met de heringedeelde provincies

De wet reorganisatie binnenlands bestuur was een Nederlands wetsontwerp dat in 1976 werd opgesteld door het Ministerie van Binnenlandse Zaken over het vormen van nieuwe provincies in Nederland. Het wetsontwerp werd in 1983 definitief ingetrokken.

## Geschiedenis
In 1974 hadden de ministers Wilhelm Friedrich de Gaay Fortman (Binnenlandse Zaken) en Hans Gruijters (VROM) een concept structuurschets van de bestuurlijke indeling van Nederland naar buiten gebracht. Hierin werden de plannen gepresenteerd voor het vormen van stads- en streekgewesten als vierde bestuurlijke laag van Nederland. In de Tweede Kamer ontstond er veel weerstand tegen de plannen. Een vaak gehoord kritiekpunt was dat het een uitholling betekende van gemeentelijk autonomie.
Een jaar later presenteerde De Gaay Fortman het wetsontwerp reorganisatie binnenlands bestuur. In dit wetsontwerp werd Nederland onderverdeeld in 26 nieuwe provincies. De zogenaamde mini-provincies, of doe-provincies. Naast de reguliere taken van de provincies zouden de nieuwe provincies ook een aantal taken de rijksoverheid en de gemeenten overnemen. Op deze manier moest er een krachtig middenbestuur ontstaan dat met name van belang was voor de verstedelijkte gebieden. De verstedelijking ging vaak over gemeentegrenzen heen en daarom wilde de regering die gemeentes laten samenvallen onder zo'n nieuwe miniprovincie.
Toen het wetsontwerp in 1976 werd ingediend was het aantal miniprovincies geslonken van 26 naar 24. De voorgestelde herkaveling stuitte op verzet van de bestaande provincies. Zo noemde onder meer de in dat jaar benoemde commissaris van de Koningin in Noord-Holland Roel de Wit het plan "levensgevaarlijk" en hij verzette zich dan ook fel tegen de plannen. Toen Hans Wiegel in 1981 minister van Binnenlandse Zaken werd bracht hij het aantal miniprovincies terug tot zeventien. Toch bleek er weinig steun voor het plan te zijn en ook de Tweede Kamer zag weinig in het plan. Twee jaar later werd het wetsontwerp definitief ingetrokken door minister Koos Rietkerk.

## De miniprovincies

### 1975
| Naam                             | Aantal gemeenten | Inwoneraantal |
| -------------------------------- | ---------------- | ------------- |
| Groningen                        | 55 gemeenten     | 570.000       |
| Friesland                        | 44 gemeenten     | 550.000       |
| Drenthe                          | 33 gemeenten     | 400.000       |
| Zwolle                           | 21 gemeenten     | 340.000       |
| Zuidelijk en Oostelijk Flevoland | n.v.t.           | 25.000        |
| Twente                           | 28 gemeenten     | 630.000       |
| Eemland/Harderwijk               | 14 gemeenten     | 320.000       |
| Arnhem/Achterhoek                | 31 gemeenten     | 525.000       |
| Nijmegen/Land van Cuyck          | 25 gemeenten     | 325.000       |
| Utrecht/Betuwe                   | 45 gemeenten     | 700.000       |
| Gooiland                         | 13 gemeenten     | 250.000       |
| Amsterdam                        | 27 gemeenten     | 1.125.000     |
| Noordelijk Noord-Holland         | 55 gemeenten     | 450.000       |
| Haarlem/IJmond                   | 9 gemeenten      | 390.000       |
| Leiden                           | 25 gemeenten     | 390.000       |
| 's-Gravenhage                    | 16 gemeenten     | 880.000       |
| Rijnmond                         | 44 gemeenten     | 1.150.000     |
| Dordrecht/Gouda                  | 30 gemeenten     | 350.000       |
| West-Brabant                     | 36 gemeenten     | 500.000       |
| Midden-Brabant                   | 20 gemeenten     | 340.000       |
| Noordoost-Brabant                | 38 gemeenten     | 430.000       |
| Zuidoost-Brabant                 | 33 gemeenten     | 590.000       |
| Noord- en Midden-Limburg         | 44 gemeenten     | 400.000       |
| Zuid-Limburg                     | 58 gemeenten     | 615.000       |

### Latere herschikking
Het voorstel van 1975 werd aangepast voor het wetsontwerp dat in 1976 werd ingediend. Hierbij verdwenen twee miniprovincies. De provincie Noord-Brabant werd bijvoorbeeld niet langer in vier miniprovincies opgedeeld, maar in drie (West-Brabant, Midden-Brabant en Kempenland). In het plan van Hans Wiegel van 1978 werd de fragmentatie van Noord-, Zuid-Holland, Gelderland en Overijssel gereduceerd tot een tweedeling.